# 富津竹岡インターチェンジ
富津竹岡インターチェンジ（ふっつたけおかインターチェンジ）は、千葉県富津市にある館山自動車道・富津館山道路のインターチェンジである。
このインターチェンジを境に北側が館山自動車道、南側が一般国道127号富津館山道路となる。
インターチェンジ供用開始時は富津館山道路の起点となっていたが、2005年3月に館山道が接続された。当ICを境に、館山自動車道は4車線、富津館山道路は暫定2車線となる。

## 歴史
- 1999年（平成11年）3月27日：富津館山道路 富津竹岡IC - 鋸南富山IC間開通[1]
- 2005年（平成17年）3月19日：館山自動車道 富津中央IC - 富津竹岡IC間開通[2]
- 2020年（令和2年）3月6日]: 館山自動車道 富津中央IC - 富津竹岡IC間4車線化

## 道路
- E14 館山自動車道（20番）
- E14 富津館山道路（20番）

## 料金所
- ブース数：4

### 入口
- ブース数：2
  - ETC専用：1
  - ETC/一般：1

### 出口
- ブース数：2
  - ETC専用：1
  - 一般：1

## 接続する道路
- 千葉県道91号竹岡インター線

## 周辺
- 国道127号
- 竹岡駅
- 富津市立竹岡小学校

## 隣
E14 館山自動車道
(19)富津中央IC - (20)富津竹岡IC
E14 富津館山道路
(20)富津竹岡IC - (21)富津金谷IC